# جورج أبراهام
جورج أبراهام ( بالإنجليزية: George Abraham) هو شاعر فلسطيني أمريكي، ومؤلف كتاب Birthright وكتاب اعتذار العينة. يشغل منصب رئيس تحرير مجلة ميزنا .

## تعليمه
حصل جورج على درجة الماجستير في الهندسة الحيوية من جامعة هارفارد ، حيث درس كيف يمكن للتنبؤات أن تؤثر على عملية الدماغ لتعلم المهام الحركية.  اعتبارًا من عام 2021، كان طالبًا في برنامج ليتويتز للكتابة الإبداعية في جامعة نورث وسترن في إيفانستون .

## الشعر
في عام 2017، حصل على لقب أفضل شاعر في مسابقة الشعر الدولية التي نظمها اتحاد الكليات. في عام 2018، فاز بجائزة Cosmonauts Avenue Poetry، التي حكمها الشاعر تومي بيكوا، وكان عضوًا بمجلس إدارة منظمة RAWI (دائرة الكتاب العرب الأميركيين)، إلى جانب الشاعر كونديمان.

## مجموعاته الشعرية

### كتاب اعتذار العينة
نُشرت مجموعته الشعرية الأولى في يناير 2019، عن دار Sibling Rivalry Press ، وقامت برسمه ليلى عبد الرزاق. تحدثت مراجعة على موقع The Rumpus بشكل إيجابي عن استخدام الشكل والموضوعات متعددة التخصصات> علقت مجلة ميشيغان الفصلية على التصوير المعقد للهوية.

### حق الولادة
نُشرت مجموعتهم الكاملة Birthright في أبريل 2020 بواسطة Button Poetry وحصلت على مراجعات إيجابية. في عام 2021، كان كتاب Birthright من بين المرشحين النهائيين لجائزة Lambda الأدبية للأدب ثنائي الجنس ،وفاز بجائزة الكتاب العربي الأمريكي للشعر.